# ファビアン・ゴットリープ・フォン・ベリングスハウゼン
ファビアン・ゴットリープ・タッデーウス・フォン・ベリングスハウゼン (Fabian Gottlieb Thaddeus von Bellingshausen, ロシア語: Фабиан Готтлиб Таддеус фон Беллинсгаузен1778年8月18日（ユリウス暦 8月9日） – 1852年1月25日（ユリウス暦 1月13日）; ロシア語: Фаддей Фаддеевич Беллинсгаузен, ファッデイ・ファッデーイヴィッチ・ベリンスガウゼン)
は、ロシア帝国海軍バルト・ドイツ人士官、地図製作者、探検家、最終的に提督へと昇進した。ロシア最初の世界周航参加者であり、その後、艦長として新たに行われた世界周航で南極大陸を発見し、最初に南極を発見した候補の一人となった。
バルチック艦隊で軍務を開始、頭角を現した後、1803年から1806年にかけてロシア最初の世界周航 (First Russian circumnavigation）に参加し、フリゲートナデジダで艦長アーダム・ヨハン・フォン・クルーゼンシュテルンのもとで軍務を務めた。周航後、新たに探検した領域や太平洋諸島の地図集を発表した。その後、バルチックならびに黒海艦隊で数隻の軍艦を指揮した。
有能なる地図製作者であったベリングスハウゼンは1819年から1821年にかけて行われる世界周航の采配を振るよう任命された。南極海を探検する目的だったが、南極点の近くで陸地を発見した。遠征隊はベリングスハウゼンの副将としてスループミルヌイの艦長だったミハイル・ラザレフ (Mikhail Lazarev）によって準備されたと同時にベリングスハウゼン自身はスループヴォストークの艦長になった。遠征中にベリングスハウゼンとラザレフは1820年1月28日(新暦)に南極の陸地を発見した最初の探検家となった。彼らは2度にわたり大陸を周航し、互いに見失わなかった。かれらは南部の氷原に陸地を見つけることは不可能であったというキャプテン・クックの主張に対して反証した。遠征隊はピョートル1世島、ザボドフスキー島、レスコフ島、ビソコイ島 (Visokoi Island）、南極半島、アレクサンドル1世島などを発見、命名した、そしてまた、太平洋の熱帯海域に複数の発見をした。
准提督として復帰、1828から1829年にかけて露土戦争に参加した。海軍中将に昇進し、1830年代に再びバルチック艦隊に務め、1839年からクロンシュタット軍事総督を務めていたところで亡くなった。 1831年、著作名「2回の南極海調査と世界一周航海」(ロシア語: Двукратные изыскания в южнополярном океане и плавание вокруг света)と題された南極航海の著作を発表した。
ベリングスハウゼンの栄誉をたたえて名付けられた複数の地理上所在地があり、南極地探検で彼が果たした任務を偲ばせ、ロシアないしは世界において最も偉大な提督、探検家の一人であったと記憶されている。

## 生涯

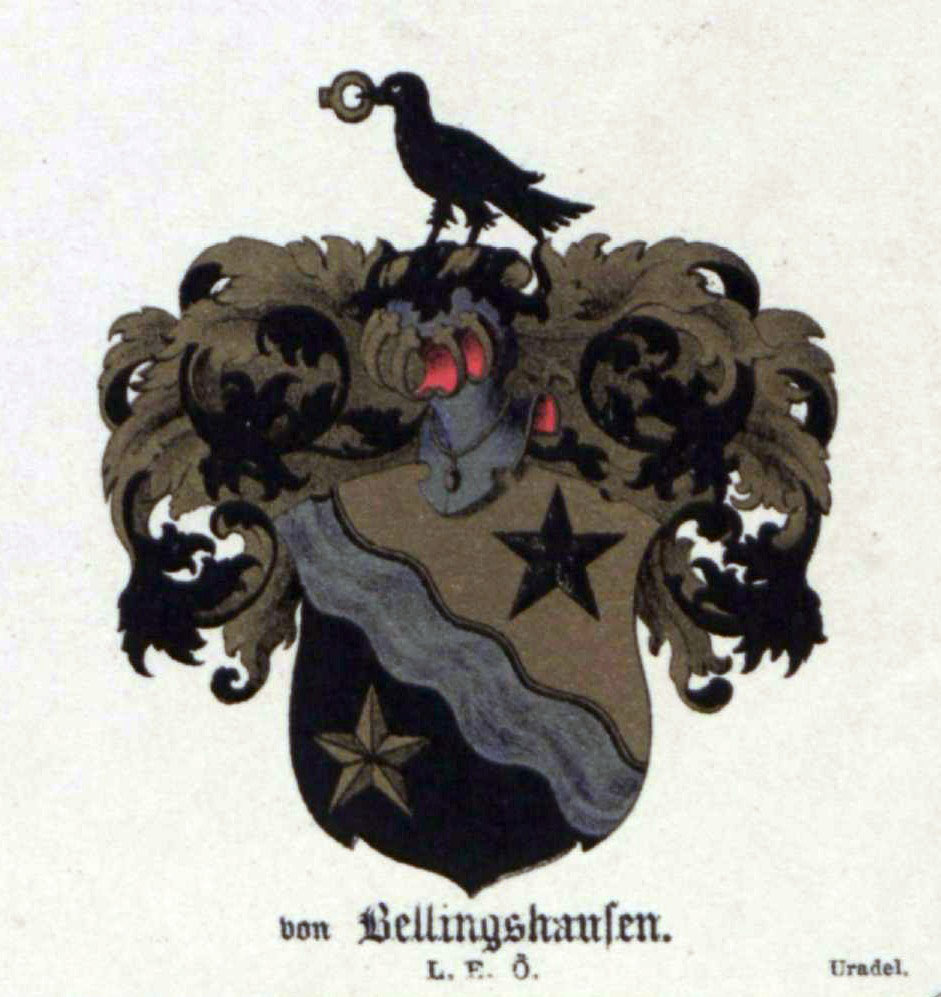
ベリングスハウゼン家の紋章

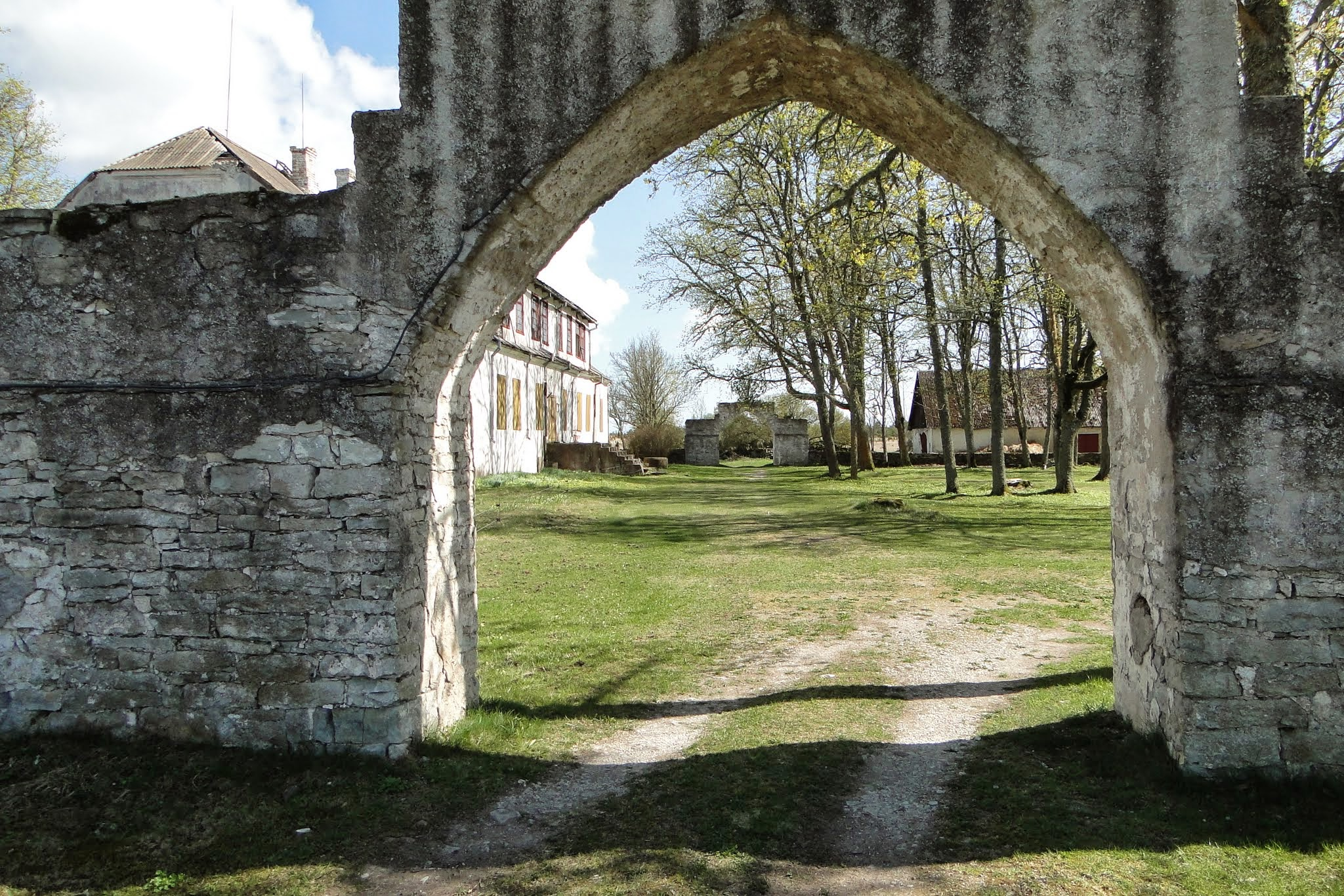
Bellingshausen farm on Saaremaa island (Esel)

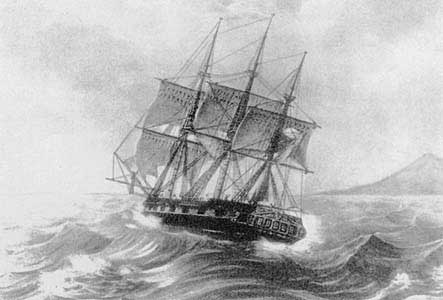
Nadezhda, where Bellingshausen served under captain Krusenstern during the first Russian circumnavigation.

エゼリ島南岸のアレンスブルク近くで、バルト・ドイツ人の家庭に生まれた。10歳の時、クロンシュタット海軍幼年学校に入学。そこでは「落着きがなく、それに素行もよくない」と評価されている。1796年に少尉候補生となる。翌年少尉に任官し、レーベル分艦隊で6年間勤務した。そこでの彼の評価はよく、23歳の時に世界一周を行う「ナジェジダ」の乗組員に選ばれた。航海はアーダム・ヨハン・フォン・クルーゼンシュテルン艦長のもと1803年から1805年にかけて行われ、この際ベリングスハウゼンはクルーゼンシュテルンから指導を受けている。
少佐に昇進後、1809年にはフリゲート「メルポメナ」艦長としてスウェーデンと戦い、その後は黒海艦隊において1812年から1816年までフリゲート「ミネルバ」、1817年から1819年までフリゲート「フローラ」をそれぞれ指揮した。1816年に中佐に昇進している。

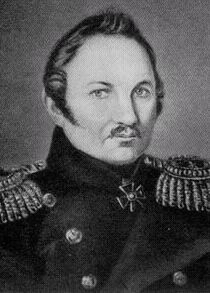
Captain Faddey Bellingshausen with the Cross of the Order of St. Vladimir

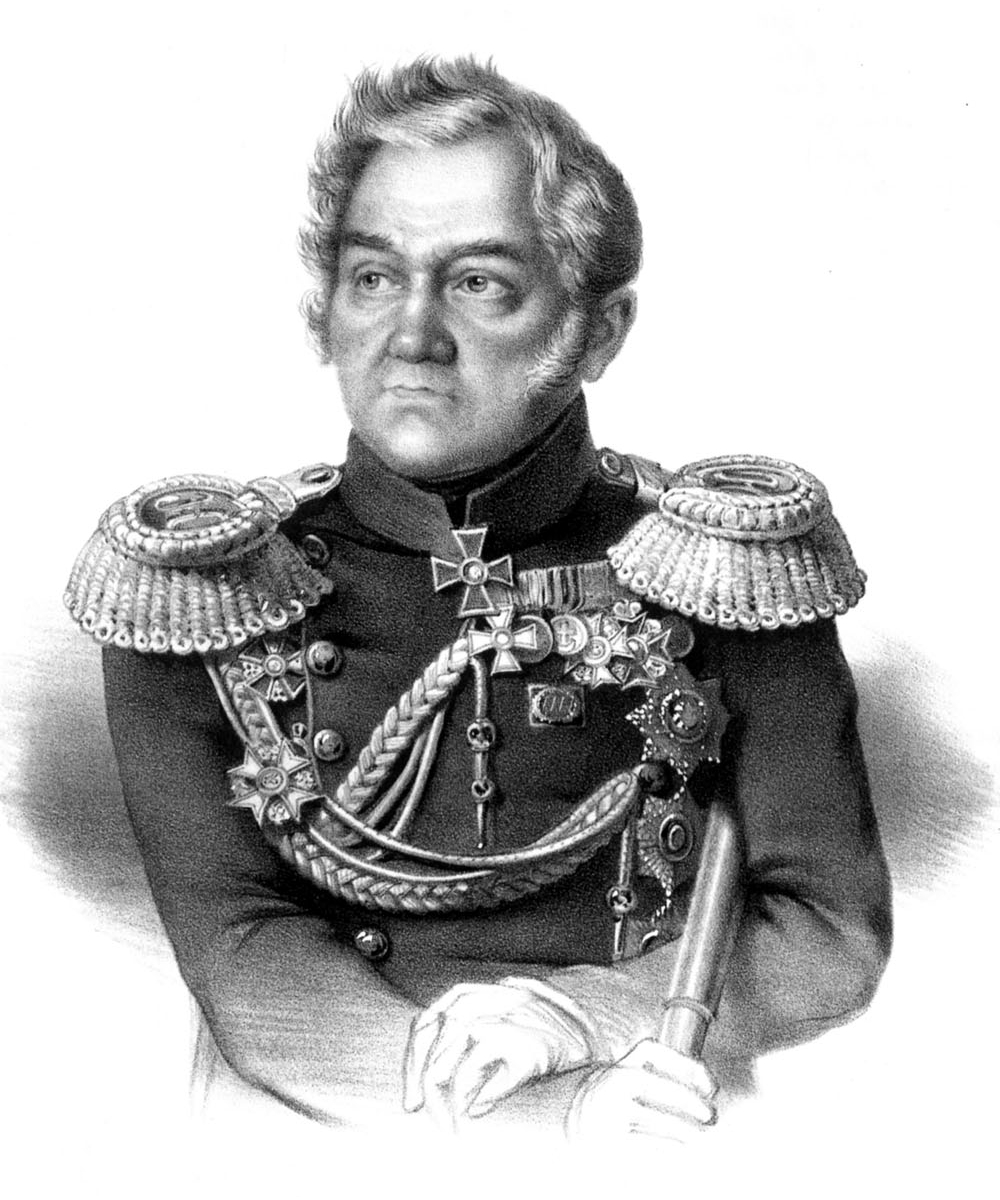
Mikhail Lazarev, captain of Mirny and second-in-command to Bellingshausen during the Antarctic expedition.

1819年、ベリングスハウゼンは南極探検を命じられた。これはクルーゼンシュテルンの推薦によるものであった。「ボストーク」と「ミールヌィ」の2隻が用意され、ベリングスハウゼンが前者の、副長ラザレフが後者の艦長となった。ベリングスハウゼンの南極探検隊は北極探検隊と共に1819年7月16日にクロンシュタットから出発。リオ・デ・ジャネイロで北極隊と別れ、ベリングスハウゼン隊は南極へ向かった。まずサウス・ジョージア島を経てサウス・サンドウィッチ諸島へ向かい、ザボドフスキー島などを発見した。1820年1月16日、氷山とは異なる長く続く氷壁を目撃する。位置は南緯69度21分28秒、西経2度14分50秒であった。5日後に再び氷壁を発見。そこはプリンセス・マーサ海岸にあたる。その後は現在のプリンセス・ラグンヒルド海岸、エンダービーランドに接近し、3月末にシドニーに到着。冬季は太平洋南東部の調査を実施し、ニュージーランドにあるシップコーブやトゥアモトゥ諸島等その他数多くの島や環礁を回った。ラカハンガ環礁を訪問したあとシドニーに帰港した。11月12日にシドニーを出港し、マッコーリー島を経て再び南極へ向かった。12月18日、「ボストーク」は氷山と衝突した。1821年1月21日、海岸を目撃。その島はピョートル1世島を命名された。1月28日にも陸地を発見し、アレクサンドル1世ランドと命名された。そこはアレクサンダー島である。南極大陸周辺を一周した探検隊は8月6日にクロンシュタットに帰還した。帰還後ベリングスハウゼンは探検の記録をまとめて1831年に『一八一九－二一年の南氷洋における二回の大陸探求と世界一周航海』を出版。功績を称えられ聖ゲオルギー勲章や聖ウラジーミル勲章等を授与された。

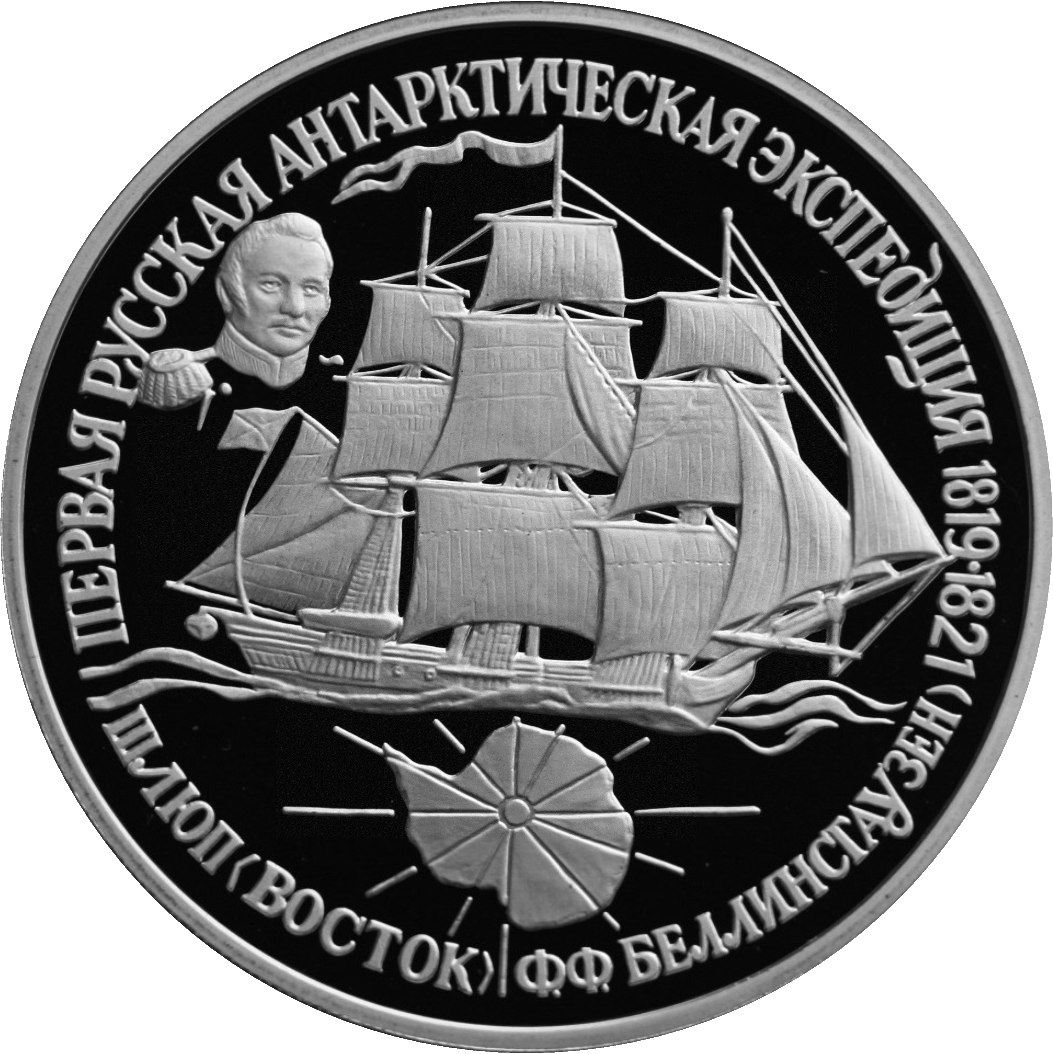
ロシア初の南極探検を記念して ロシア連邦中央銀行から発行された記念硬貨

1828年に少将となり、露土戦争に参加。1831年に中将に昇進し、1839年にはクロンシュタット軍港司令官になった。1852年にクロンシュタットで亡くなった。

## 記憶

### 記念碑
- Oesel/SaaremaaのLahhentagge/Lahetaguse領地の旧跡にベリングスハウゼンの記念碑が所在。
- ウクライナのムィコラーイウにベリングスハウゼンの記念碑が所在。
- クロンシュタットにベリングスハウゼン提督の記念碑が所在。

### 命名
- アラル海にベリングスハウゼン島。
- 南大西洋にあるサウスサンドウィッチ諸島の一つにベリングスハウゼン島 (Bellingshausen Island）。
- 南極海にあるベリングスハウゼン海。
- 南極キングジョージ島にロシア(旧ソ連)の南極観測基地ベリングスハウゼン基地。
- 南極の古プレートテクトニクスであるベリングスハウゼンプレート (Bellingshausen Plate）。
- 月の裏にあるクレーターベリングスハウゼン (Bellinsgauzen (crater)）。
- ベリングスハウゼンのロシア語名にちなんで名付けられたラプテフ海の沿岸水域にあるファディ島 (Faddey Islands）。
- またの名をベリングスハウゼンで知られる太平洋、ソシエテ諸島の環礁モツ・オネ島 (Motu One (Society Islands)）。
- 1969年にソビエト連邦の天文学者リュドミーラ・チェルヌイフによって発見された小惑星3659 ベリングスハウゼン (3659 Bellingshausen）[21]